# 埃爾格拉納達 (加利福尼亞州)
埃爾格拉納達（英語：El Granada）是位於美國加利福尼亞州聖馬刁縣的一個人口普查指定地區。

## 地理
埃爾格拉納達的座標為37°30′14″N 122°28′24″W / 37.50389°N 122.47333°W，而該地最高點為海拔高度12米（即39英尺）。

## 人口
根據2010年美國人口普查的數據，埃爾格拉納達的面積為12.489平方千米，均為陸地。當地共有人口5467人，而人口密度為每平方千米437人。